# دورست ديفيس
دورست ديفيس (بالإنجليزية: Dorsett Davis)‏ هو لاعب كرة قدم أمريكية أمريكي، ولد في 24 يناير 1979 في شيلبي في الولايات المتحدة.

## وصلات خارجية
- دورست ديفيس على موقع مرجع كرة القدم المحترفة.كوم (الإنجليزية)